# Olympische Sommerspiele 1976/Leichtathletik – 800 m (Männer)
Der 800-Meter-Lauf der Männer bei den Olympischen Spielen 1976 in Montreal wurde vom 23. bis zum 25. Juli 1976 im Olympiastadion Montreal ausgetragen. 42 Athleten nahmen teil.
Olympiasieger wurde der Kubaner Alberto Juantorena, der im Finale mit 1:43,50 min einen neuen Weltrekord erzielte. Der Belgier Ivo Van Damme gewann die Silbermedaille, die Bronzemedaille ging an Rick Wohlhuter aus den USA.
Drei Athleten aus der Bundesrepublik Deutschland nahmen an dem Wettbewerb teil: Paul-Heinz Wellmann, Thomas Wessinghage und Willi Wülbeck. Wellmann scheiterte in der Vorrunde, Wessinghage im Halbfinale. Wülbeck qualifizierte sich für das Finale und wurde dort Vierter.

Sowohl der Schweizer Rolf Gysin als auch der Liechtensteiner Günther Hasler schieden in ihren Vorläufen aus.

Läufer aus der DDR und Österreich nahmen nicht teil.

## Rekorde

### Bestehende Rekorde

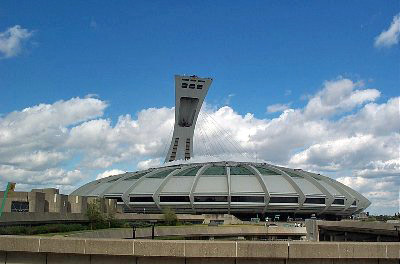
Das Olympiastadion in Montreal

| Weltrekord         | 1:43,7 min  | Marcello Fiasconaro ( Italien) | Mailand, Italien               | 27. Juni 1973    |
| Olympischer Rekord | 1:44,40 min | Ralph Doubell ( Australien)    | Finale OS Mexiko-Stadt, Mexiko | 15. Oktober 1968 |

Anmerkung zum olympischen Rekord:

Bei der o. g. olympischen Rekordzeit handelt es sich um die elektronisch genommene Zeit. Offiziell wurden Rekordzeiten 1976 noch in einer Mischung aus handgestoppten und elektronisch ermittelten Zeiten geführt. Die offizielle Siegerzeit für Ralph Doubell lautete eigentlich 1:44,3 min, was 1968 gleichzeitig Weltrekord war.

### Rekordverbesserung
Der kubanische Olympiasieger Alberto Juantorena verbesserte im Finale am 25. Juli den bestehenden olympischen Rekord um 1,10 Sekunden auf 1:43,50 min. Damit steigerte er gleichzeitig den Weltrekord um zwei Zehntelsekunden.

## Durchführung des Wettbewerbs
Die Athleten traten am 23. Juli zu sechs Vorläufen an. Die jeweils zwei Laufbesten – hellblau unterlegt – und die nachfolgend vier Zeitschnellsten – hellgrün unterlegt – kamen ins Halbfinale am 24. Juli. Hieraus qualifizierten sich die jeweils vier Erstplatzierten der beiden Läufe – wiederum hellblau unterlegt – für das Finale, das am 25. Juli stattfand.

## Zeitplan
23. Juli, 15.00 Uhr: Vorläufe

24. Juli, 16,35 Uhr: Halbfinale

25. Juli, 17.15 Uhr: Finale
Anmerkung:
Alle Zeiten sind in Ortszeit Montreal (UTC−5) angegeben.

## Vorrunde
Datum: 23. Juli 1976, ab 15:00 Uhr

### Vorlauf 1
| Platz | Name               | Nation         | Zeit        |
| ----- | ------------------ | -------------- | ----------- |
| 1     | Rick Wohlhuter     | USA            | 1:45,71 min |
| 2     | Sriram Singh       | Indien         | 1:45,86 min |
| 3     | Leandro Civil      | Kuba           | 1:45,88 min |
| 4     | Marian Gęsicki     | Polen          | 1:46,36 min |
| 5     | Thomas Wessinghage | BR Deutschland | 1:46,56 min |
| 6     | Wiktor Anochin     | Sowjetunion    | 1:46,81 min |
| 7     | Muhammad Younis    | Pakistan       | 1:48,50 min |

### Vorlauf 2

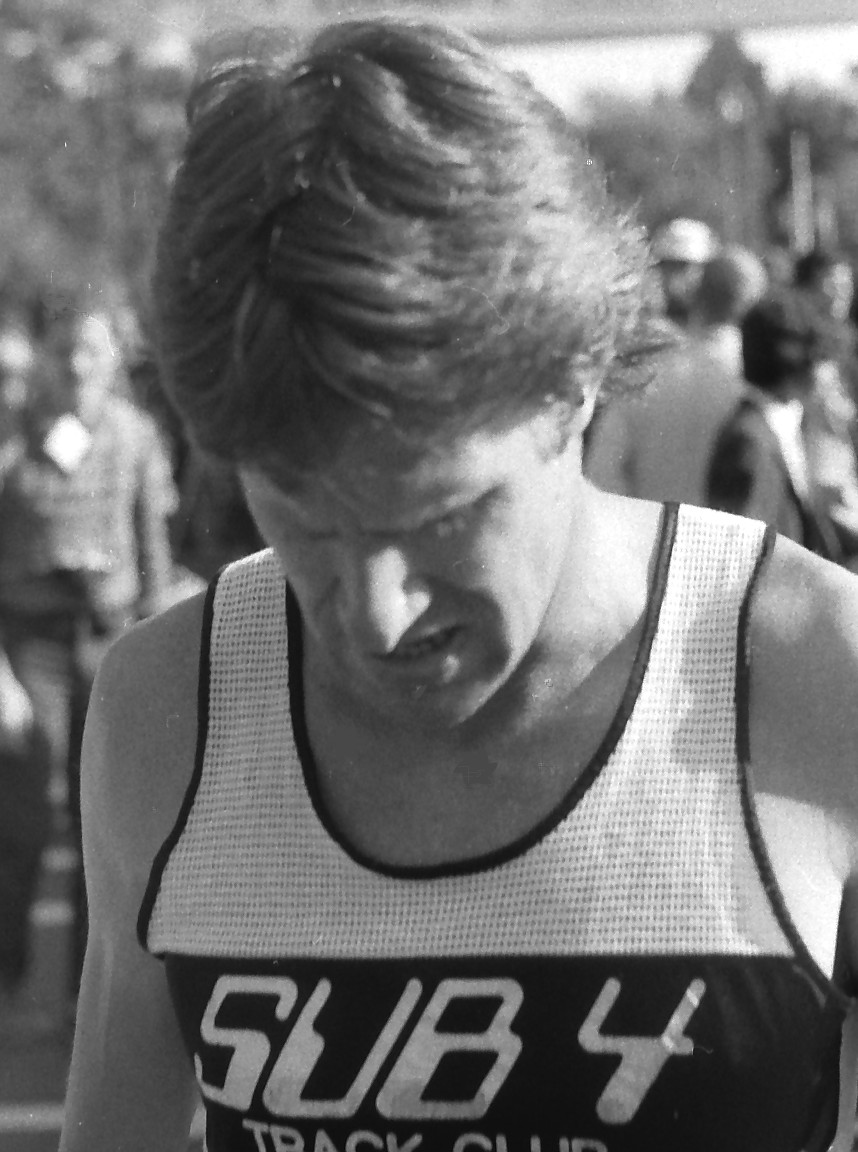
John Walker, acht Tage später Olympiasieger über 1500 Meter, erreichte als Dritter des zweiten Vorlaufs nicht das Finale

| Platz | Name            | Nation                  | Zeit        |
| ----- | --------------- | ----------------------- | ----------- |
| 1     | Frank Clement   | Großbritannien          | 1:47,51 min |
| 2     | James Robinson  | USA                     | 1:47,56 min |
| 3     | John Walker     | Neuseeland              | 1:47,63 min |
| 4     | Andrés Ballbé   | Spanien                 | 1:48,38 min |
| 5     | Fernando Mamede | Portugal                | 1:49,58 min |
| 6     | Francisco Solis | Dominikanische Republik | 1:55,56 min |
| 7     | Wilnor Joseph   | Haiti                   | 2:15,26 min |

### Vorlauf 3

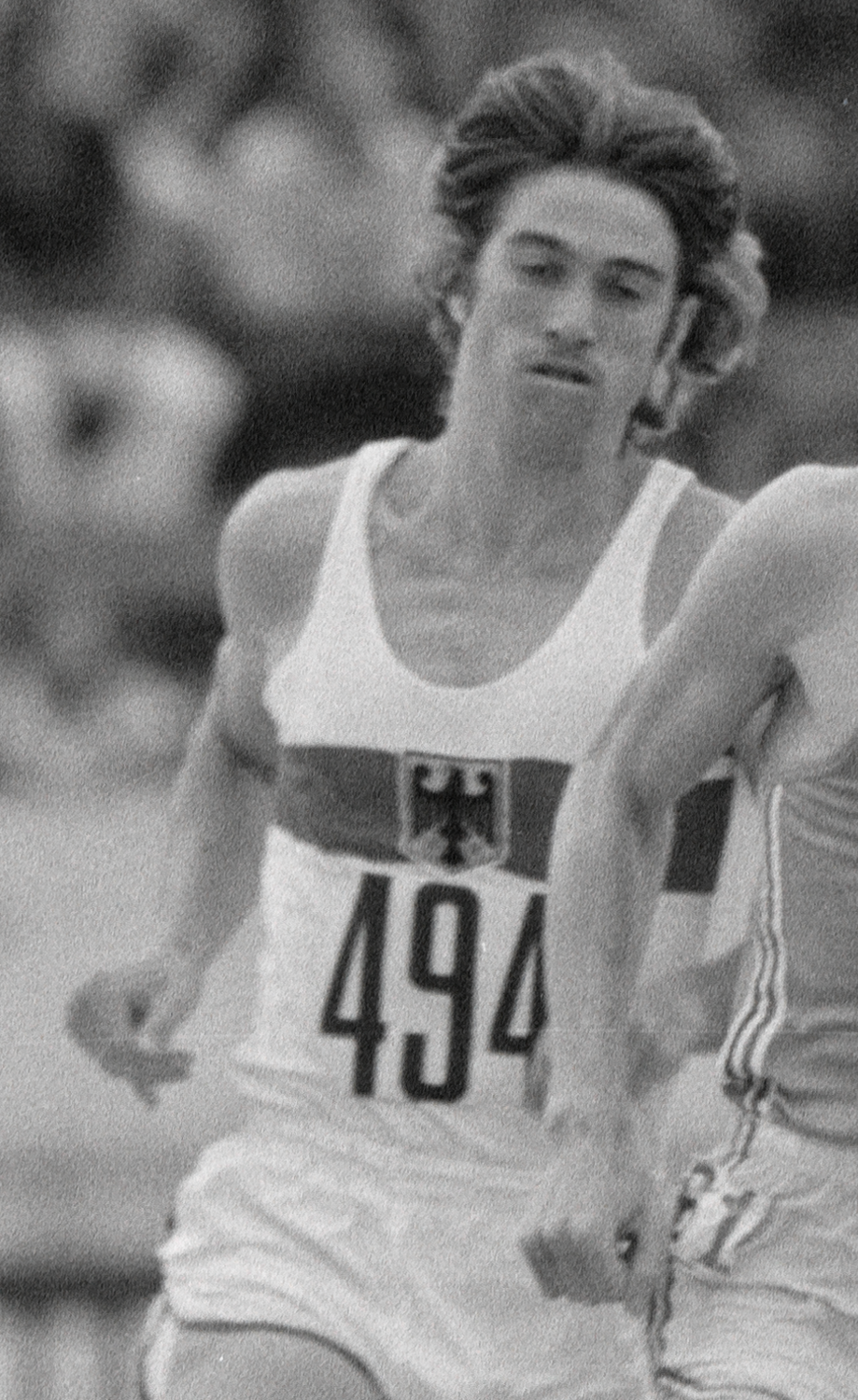
Paul-Heinz Wellmann – am Leichtathletik-Schlusstag Bronzemedaillengewinner über 1500 Meter – kam als Dritter des dritten Vorlaufs nicht in die nächste Runde
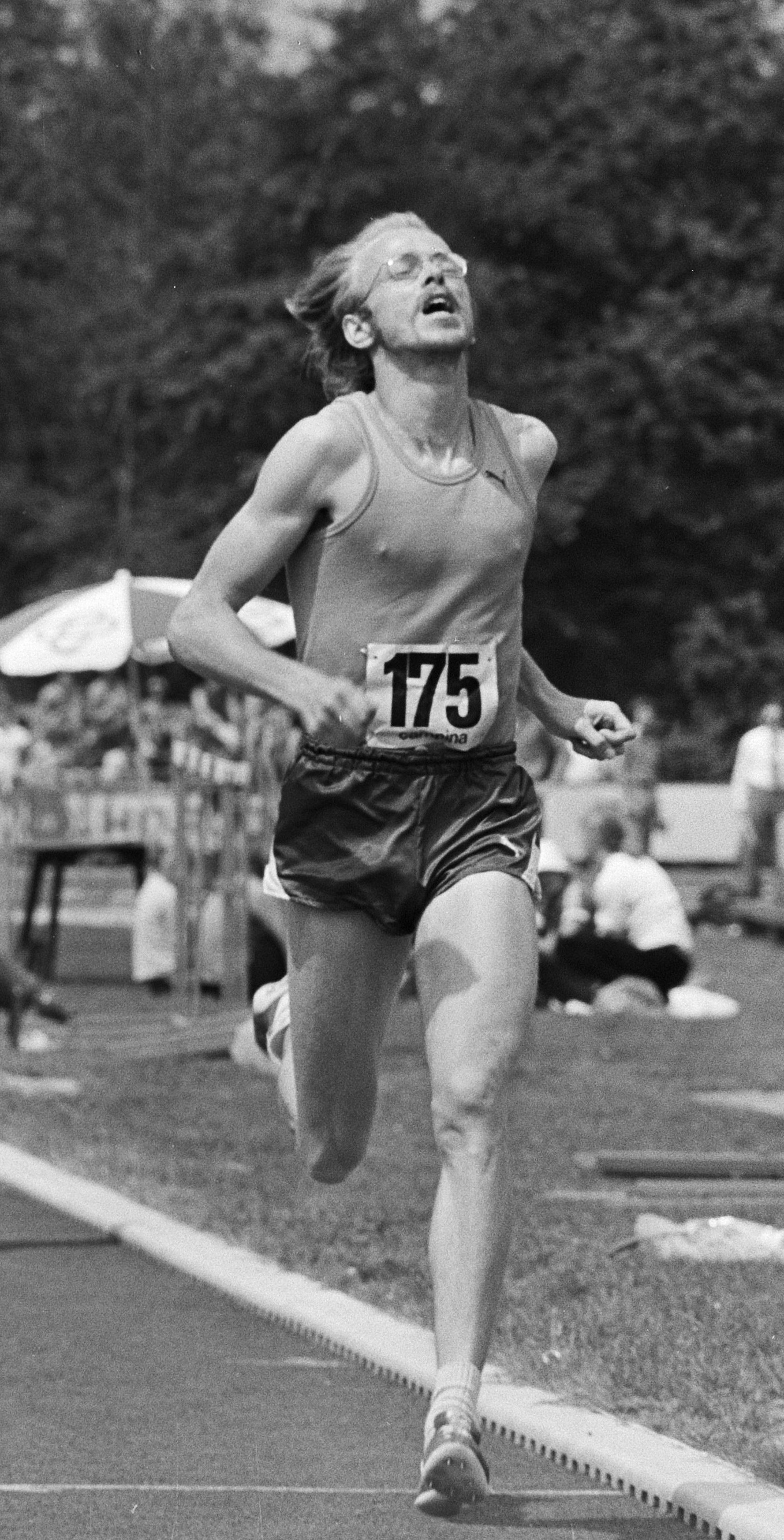
Evert Hoving – ausgeschieden als Sechster des dritten Vorlaufs

| Platz | Name                | Nation           | Zeit        |
| ----- | ------------------- | ---------------- | ----------- |
| 1     | Steve Ovett         | Großbritannien   | 1:48,27 min |
| 2     | Seymour Newman      | Jamaika          | 1:48,46 min |
| 3     | Paul-Heinz Wellmann | BR Deutschland   | 1:48,47 min |
| 4     | Jozef Plachý        | Tschechoslowakei | 1:48,63 min |
| 5     | Günther Hasler      | Liechtenstein    | 1:48,83 min |
| 6     | Evert Hoving        | Niederlande      | 1:48,99 min |
| 7     | Roy Bottse          | Suriname         | 1:49,85 min |
| 8     | Erasmo Gómez        | Nicaragua        | 1:57,97 min |

### Vorlauf 4
| Platz | Name               | Nation      | Zeit        |
| ----- | ------------------ | ----------- | ----------- |
| 1     | Alberto Juantorena | Kuba        | 1:47,15 min |
| 2     | Carlo Grippo       | Italien     | 1:47,21 min |
| 3     | János Zemen        | Ungarn      | 1:47,40 min |
| 4     | Milovan Savić      | Jugoslawien | 1:47,73 min |
| 5     | Jorge Ortíz        | Puerto Rico | 1:51,38 min |
| DSQ   | Roqui Sanchez      | Frankreich  |             |
| DNS   | Markku Taskinen    | Finnland    |             |

### Vorlauf 5
| Platz | Name                | Nation              | Zeit        |
| ----- | ------------------- | ------------------- | ----------- |
| 1     | Willi Wülbeck       | BR Deutschland      | 1:48,47 min |
| 2     | Horace Tuitt        | Trinidad und Tobago | 1:48,48 min |
| 3     | Wladimir Ponomarjow | Sowjetunion         | 1:48,59 min |
| 4     | Åke Svensson        | Schweden            | 1:48,86 min |
| 5     | José Marajo         | Frankreich          | 1:49,60 min |
| 6     | Orlando Greene      | Barbados            | 1:51,43 min |
| 7     | Attiya al-Qahtani   | Saudi-Arabien       | 1:57,67 min |

### Vorlauf 6

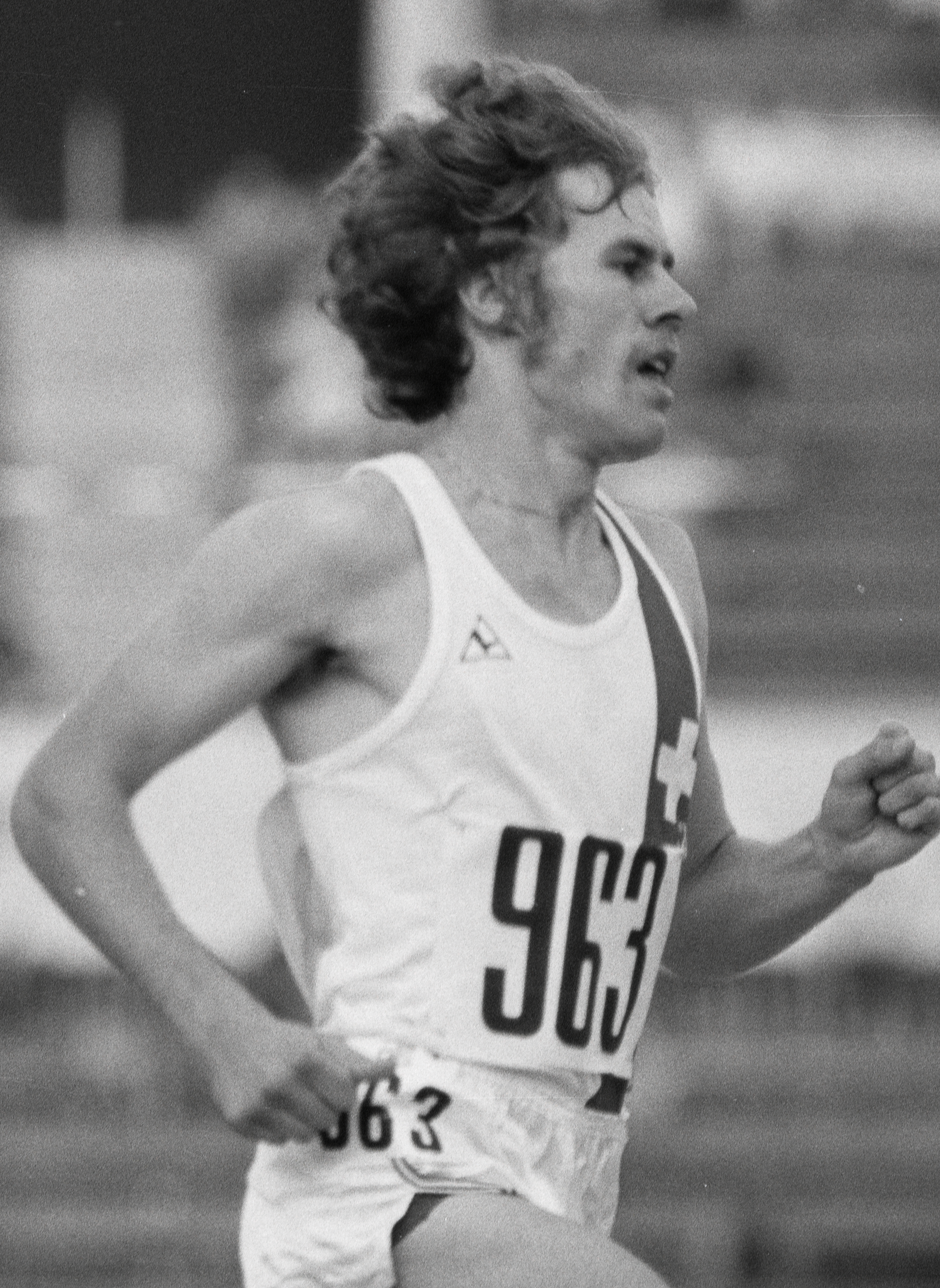
Rolf Gysin – hier in einem EM-Rennen 1974 – schied als Vierter des sechsten Vorlaufs aus

| Platz | Name                | Nation      | Zeit        |
| ----- | ------------------- | ----------- | ----------- |
| 1     | Ivo Van Damme       | Belgien     | 1:47,80 min |
| 2     | Luciano Sušanj      | Jugoslawien | 1:47,82 min |
| 3     | Mark Enyeart        | USA         | 1:47,96 min |
| 4     | Rolf Gysin          | Schweiz     | 1:48,69 min |
| 5     | Niall O’Shaughnessy | Irland      | 1:49,29 min |
| 7     | Luis Medina         | Kuba        | 1:50,15 min |
| 8     | Marcel Philippe     | Frankreich  | 1:50,81 min |

## Halbfinale
Datum: 24. Juli 1976, ab 16:35 Uhr

### Lauf 1

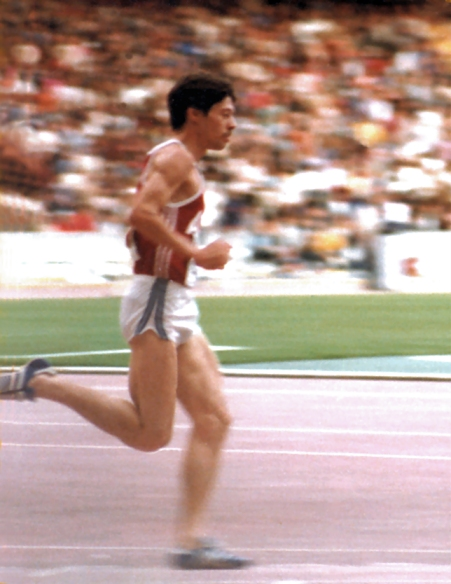
Thomas Wessinghage – ausgeschieden als Siebter des ersten Halbfinals

| Platz | Name               | Nation              | Zeit        |
| ----- | ------------------ | ------------------- | ----------- |
| 1     | Alberto Juantorena | Kuba                | 1:45,88 min |
| 2     | Ivo Van Damme      | Belgien             | 1:46,00 min |
| 3     | Steve Ovett        | Großbritannien      | 1:46,14 min |
| 4     | Sriram Singh       | Indien              | 1:46,42 min |
| 5     | James Robinson     | USA                 | 1:46,43 min |
| 6     | Marian Gęsicki     | Polen               | 1:47,06 min |
| 7     | Thomas Wessinghage | BR Deutschland      | 1:48,18 min |
| DNF   | Horace Tuitt       | Trinidad und Tobago |             |

### Lauf 2
| Platz | Name           | Nation         | Zeit        |
| ----- | -------------- | -------------- | ----------- |
| 1     | Rick Wohlhuter | USA            | 1:46,72 min |
| 2     | Carlo Grippo   | Italien        | 1:46,95 min |
| 3     | Luciano Sušanj | Jugoslawien    | 1:47,03 min |
| 4     | Willi Wülbeck  | BR Deutschland | 1:47,18 min |
| 5     | Seymour Newman | Jamaika        | 1:47,22 min |
| 6     | Leandro Civil  | Kuba           | 1:47,31 min |
| 7     | Wiktor Anochin | Sowjetunion    | 1:47,71 min |
| 8     | Frank Clement  | Großbritannien | 1:48,28 min |

## Finale

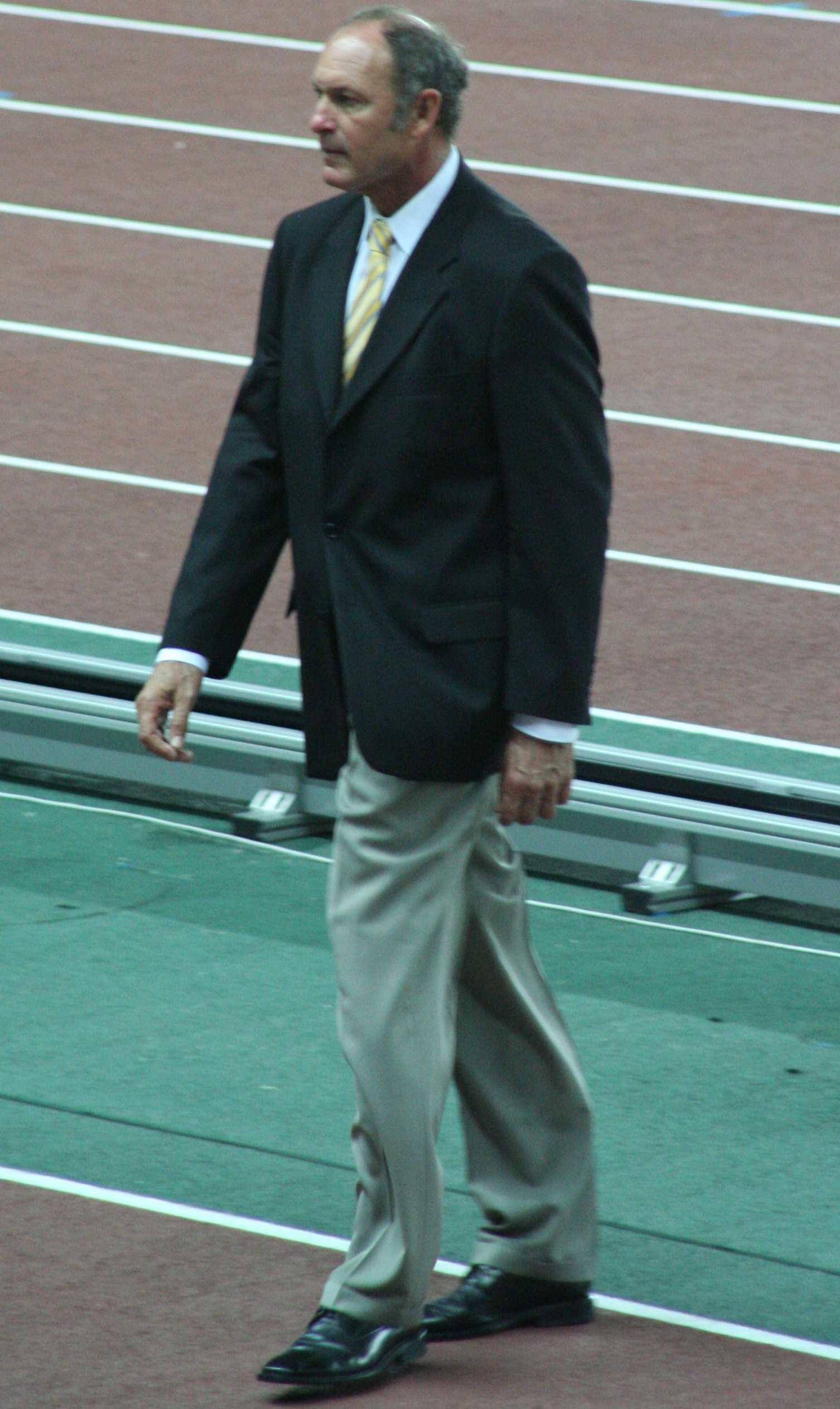
Alberto Juantorena (Foto: 2007) – über 800 Meter mit seiner ersten Goldmedaille bei diesen Spielen
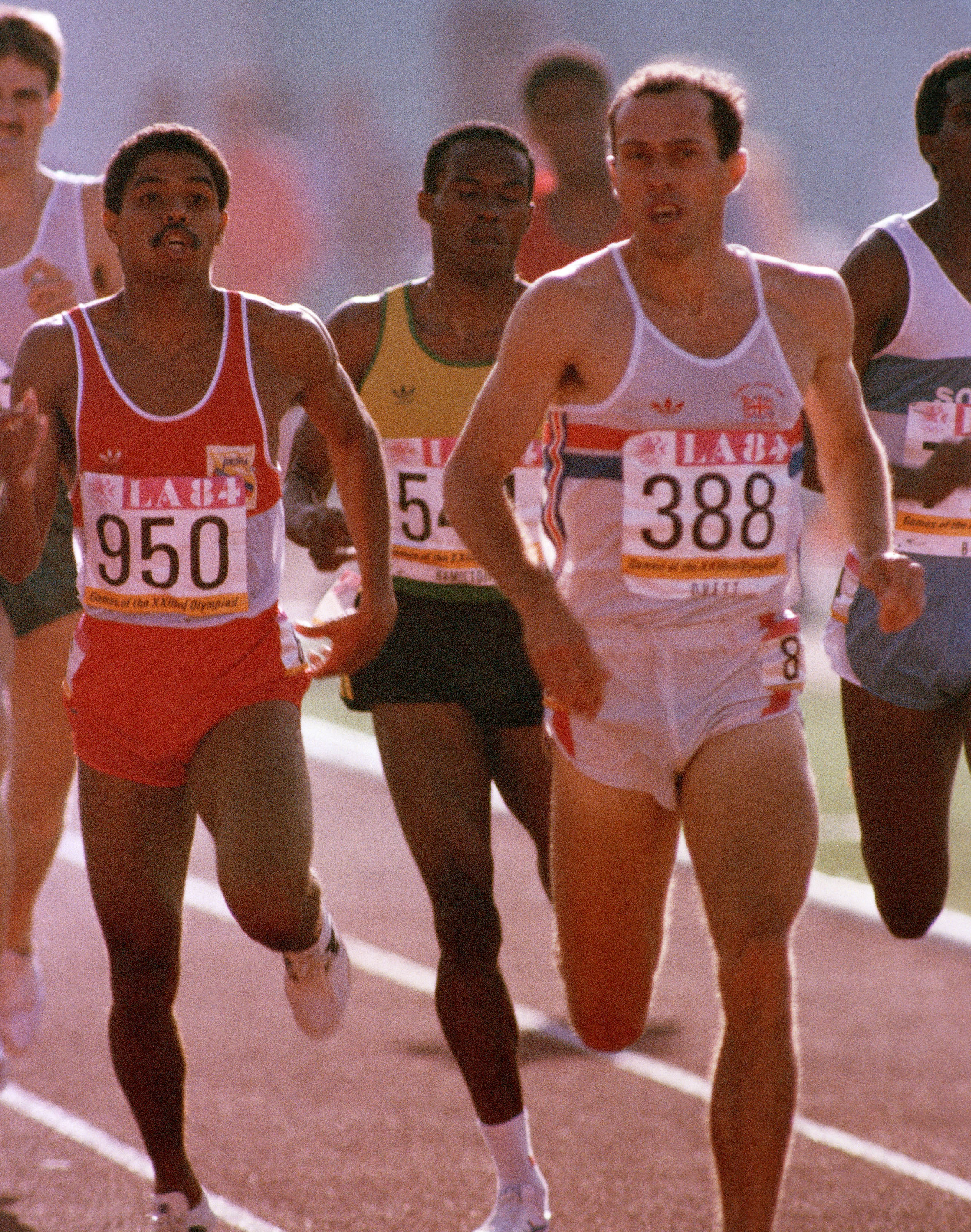
Steve Ovett – hier als Führender bei den Spielen 1984 – kam auf den fünften Platz

Datum: 25. Juli 1976, 17:15 Uhr
| Platz | Name               | Nation         | Zeit        | Anmerkung |
| ----- | ------------------ | -------------- | ----------- | --------- |
| 1     | Alberto Juantorena | Kuba           | 1:43,50 min | WR        |
| 2     | Ivo Van Damme      | Belgien        | 1:43,86 min |           |
| 3     | Rick Wohlhuter     | USA            | 1:44,12 min |           |
| 4     | Willi Wülbeck      | BR Deutschland | 1:45,26 min |           |
| 5     | Steve Ovett        | Großbritannien | 1:45,44 min |           |
| 6     | Luciano Sušanj     | Jugoslawien    | 1:45,75 min |           |
| 7     | Sriram Singh       | Indien         | 1:45,77 min |           |
| 8     | Carlo Grippo       | Italien        | 1:48,39 min |           |

Mit Mike Boit fehlte auf Grund des kenianischen Boykotts der beste 800-Meter-Läufer des Jahres. Das mit Spannung erwartete Duell mit dem Kubaner Alberto Juantorena fiel somit aus. Weitere Medaillenkandidaten waren der Belgier Ivo Van Damme, der US-Läufer Rick Wohlhuter, der amtierende Europameister, Luciano Sušanj aus Jugoslawien, sowie Vizeeuropameister Steve Ovett aus Großbritannien.
Das Tempo im Finale war von Beginn an ausgesprochen hoch. Zunächst hatte Juantorena die Spitzenposition. Nach dreihundert Metern stürmte der Inder Sriram Singh, hier noch deutlich zurück, mehr und mehr nach vorn, bis er schließlich die Führung übernommen hatte. Die 400-Meter-Zwischenzeit betrug 50,85 Sekunden, das war so schnell, dass ein neuer Weltrekord im Bereich des Möglichen lag. Bei etwa fünfhundert Metern übernahm wieder Juantorena die Spitze, das Tempo blieb weiter hoch. Wohlhuter folgte dem Kubaner, dahinter lief Van Damme, die Abstände waren eng. An vierter Position lag der Deutsche Willi Wülbeck. Bis eingangs der Zielgeraden versuchte Wohlhuter, Juantorena anzugreifen, doch der Kubaner blieb vorne und löste sich nun von seinen Verfolgern. Er sprintete zum Olympiasieg in neuer Weltrekordzeit. Rick Wohlhuter gewann Bronze, denn er musste nun Ivo Van Damme passieren lassen, der damit die Silbermedaille eroberte. Hinter Wohlhuter kam Willi Wülbeck als Vierter ins Ziel noch vor dem Briten Steve Ovett und Luciano Sušanj.
Alberto Juantorena gewann die erste kubanische Goldmedaille in der olympischen Leichtathletik.

Vier Tage später gewann Juantorena auch das Rennen über 400 Meter und war somit der erste Athlet, der einen olympischen Doppelsieg über 400 und 800 Meter erzielen konnte. Nur bei den Olympischen Zwischenspielen 1906 in Athen war dem US-Läufer Paul Pilgrim dasselbe Kunststück gelungen.

Ivo Van Damme gewann die erste belgische Medaille in dieser Disziplin.

## Videolinks
- Olympics - 1976 Montreal - Track - Mens 800m - CUB Alberto Juantorena imasportsphile, youtube.com, abgerufen am 12. Dezember 2017
- Alberto Juantorena 800m and 400m Olympic double 1976, youtube.com, abgerufen am 8. Oktober 2021
- Momento histórico: Juantorena, doble campeón olímpico, Bereich 0;00 min – 2;22 min, youtube.com, abgerufen am 12. Dezember 2017